# Remixies&Outside
Remixies & Outsideは、SOUL'd OUTのリミックスアルバムである。2006年6月21日に発表された。

## 概要
規格品番はSECL-420。3枚目となるリミックスアルバム。3枚目のアルバム『ALIVE』に収録されている8曲をリミックス。さらにコラボレーション作品4曲も収録。ジャケットは『ALIVE』を用いたもので、メンバーの顔が猫となっている。

## 収録曲
1. TOKYO通信 〜Urbs Communication〜 〜DJ TARO "hbs" Mixx〜
2. Pop'latinum Top 〜PSYCHO MAINTENANCE〜
後にDJ Massがこの楽曲のバックトラックを元にした「Digitank System」を発表、アーケードゲーム「beatmania IIDX 15 DJ TROOPERS」に収録。
3. A Spacious Floor 〜EDGEplayer Remix〜
4. SHUFFLE DAYZ 〜MABOROSHI Remix〜
5. ALIVE 〜Wall5 Remix〜
6. バナナスプリット 〜SH Club Mix〜
7. Catwalk 〜Deckstream Remix〜
8. Catwalk 〜Magdarise Remix〜
9. 奇蹟 (SOUL'd OUT Remix)
BoAの楽曲をリミックス。
10. CANDY POP feat.SOUL'd OUT 〜Reggae Disco Rockers Remix〜
Heartsdalesとのコラボナンバー。
11. Dot To Tha Dot 〜DJ Mitsu the Beats Remix〜
「Skoop On Somebody+SOUL'd OUT」名義でリリースされたシングルのリミックスバージョン。
12. LA・LA・LA LOVE SONG
BoA w/z SOUL'd OUTによる久保田利伸のカバー曲。